# Рио де Жанеиро (држава)
Рио де Жанеиро (порт. Rio de Janeiro - Јануарска река) је име државе у југоисточном Бразилу. У држави се налази и истоимени град, један од највећих у Бразилу. Држава на истоку излази на Атлантски океан, на сјеверу се граничи са државама Еспириту Санту и Минас Жераис, а на југу са државом Сао Пауло. Људе који долазе из ове државе зову флуминензе, а један од најпознатијих је био фудбалер Гаринча.

## Географија
Рио припада области Мата Атлантика, са рељефом ниских планина смјештених између горја Serra da Mantiqueira и Атлантског океана, различите топологије, препуне залива, лагуна и тропских шума. Иако је Рио де Жанеиро једна од мањих држава у југоисточном региону Бразила, са 635 километара обале, трећа је по дужини обале, одмах иза Баије и Марањаоа.

### Геологија
Генерално земља у држави је прилично јалова. Области у којима је ипак могућа пољопривреда су Кампос дос Гојтаказес, Кантагало, Cordeiro и неки градови у долини ријеке Параиба ду Сул.

### Рељеф
Држава се по рељефу дијели на два дијела:
- Баишада Флуминензе (Baixada Fluminense - ниски Рио де Жанеиро), што представља дијелове државе испод 200 метара надморске висине и
- Сера Флуминензе (Serra Fluminense - планински Рио де Жанеиро), који представља дијелове државе на преко 200 метара надморске висине.

Баишада Флуминензе покрива обалу, што представља половину површине државе. Област има различиту ширину идући од залива Иља Гранди (Ilha Grande) и Сепетиба (Sepetiba), ширећи се према истоку до ријеке Макаку. Област, затим пролази кроз град Рио де Жанеиро иза којег се дижу планине Тижука и Педра Бранка. Од залива Гуанабара до града Кабу Фриу, област се сужавајући и завршава.
Сера Флуминензе покрива унутрашњост државе, од ријеке Параиба ду Сул, која је граница са Минас Жераис, до Баишаде. Овај планински дио прекривају веома оштре планине serra dos Órgãos, са врхом Pico Maior de Friburgo (2 316 метара), затим планине Araras (врхови Pedra do Sino (2 263 метара) и Pedra-Açu (2 232 метара) ), serra da Estrela и serra do Rio Preto. Сјеверозапад државе покрива планина Mantiqueira, који се наставља масивом Itatiaia, са највишим врхом у држави, Agulhas Negras на 2 787 метара. На сјевероистоку се налазе много ниже планине и много блажи рељеф.

### Клима
Температуре на годишњем нивоу, варирају са веома топлим љетима. У обласи Баишаде доминира тропска клима са просјечном годишњом температуром од 24 °C и 1 250 милиметара падавина годишње. У планинским предјелима клима је тропска, али са хладнијим и кишнијим љетима и зимама. Просјечна температура у планинском дијелу државе је 16 °C са 2 000 милиметара падавине, годишње.

### Вегетација
Оригинална вегетација ових простора је промијењена због пољопривреде и сјече шуме. Тренутно, шума покрива само једну десетину државе и то углавном у планинској области. У Баишади, једина дрвена вегетација су мочварне шуме мангрове по заливима.

### Хидропотенцијал
Највећа ријека у држави је Параиба ду Сул, која извире у Сао Паоулу, и улијева се у атлантски океан, код мјеста São João da Barra. Њене главне притоке су Помба, Muriaé, Piabinha, Piraí и Paraibuna. Остале веће ријеке у овој држави су:
- Itabapoana (која чин границу са државом Еспириту Санту),
- Macabu која се улијева у лагуну Feia,
- Macaé,
- São João,
- Magé и
- Guandu

Обални дио државе је практично истачкан бројним лагунама. Најпознатије лагуне су:
- Feia,
- Araruama, највећа у држави,
- Saquarema,
- Maricá,
- Marapendi,
- Jacarepaguá,
- Родригу ди Фрејтас, задња три су у граду Рио де Жанеиро.

### Обала
Обала државе, а нарочито њен јужни дио, је практично испресијецан заливима. Најпознатији заливи су:
- Иља Гранди,
- Сепетиба,
- Marambaia и
- Гуанабара.

## Историја

### Насљедне капетаније
Рио де Жанеиро је настао од дијелова капетанија Томе и Сао Висенте. Између 1555. и 1567. територија је практично врвјела од Француза, који су намјеравали направити колонију Француски Антарктик (France Antarctique). Како би спријечио окупацију Француза, у марту, 1565. године, Естасио де Са је подигао град Рио де Жанеиро.
У 17. вијеку, сточарство и плантаже шећерне трске су биле носиоци прогреса, а са открићем злата у 18. вијеку и драгог камења у Минас Жераису, Рио де Жанеиро је постао главна лука за извоз руде. Наслиједивши Салвадор, 1763. године, Рио де Жанеиро је постао пријестоница колонијалног Бразила.
Промјеном династија у Португалу, 1808. године, бивша португалска аристократија је дошла у Бразил, тачније у регион око града Рио де Жанеиро. Доласком аристократије, Рио де Жанеиро и околина је доживјела урбанистичке реформе, почеле су се стварати агенције за администрацију, судство, грађене су нове цркве и болнице, а основана је и прва банка у Бразилу Банку ду Бразил, као и регионалне новине Gazette do Rio of Janeiro. У годинама које слиједе настали су ботанички врт, војна академија и многе образовне инситуције.

### Неутрални град
1834. године град је изузет из провинције, и даље фигуришући као пријестоница, а остатак територије је постао посебна провинција са новом пријестоницом Нитерој. По проглашењу републике Бразил, провинције су постале државе, а неутрални град, савезни дистрикт. Пребацивањем пријестонице у Бразилију, 1960. године, град Рио де Жанеиро је постао држава Гуанабара.

### Нова држава Рио де Жанеиро
1975, државе Гуанабара и Рио де Жанеиро су спојене у једну под називом Рио де Жанеиро, са градом Рио де Жанеиро, као главним градом. Дотадашњи симболи државе Рио де Жанеиро су задржани, са додавањем симбола државе Гуанабара.

## Грб
Орао на застави је симбол Бразилске краљевске породице, а у позадини стијена под називом Божији Прст (порт. Dedo de Deus), која се за ведрих дана види и из града Рио де Жанеиро. Грб обрубљује пољопривредно богатство државе шећерна трска лијево, и кафа десно

## Становништво
- бијелци - 54,7% (португалског, италијанског, холандског и њемачког поријекла)
- мулати - 33,5%
- црнци - 10,6% (Банту и Јоруба поријекла)
- домороци индијанци - 0.3%
- азијати - 0.2%

## Економија
Рио де Жанеиро, као држава има другу по величини индустрију у федерацији, послије Сао Паула. Већина индустрије је везана за нафту и рафинерије, хемијску индустрију, као и бродоградњу. Неке од најпознатијих бразилских компанија имају сједиште у Рио де Жанеиру, као што су Петробрас (Petrobrás), највећа нафтна компанија, и Банку ду Бразил (Banco do Brasil) највећа банка. Доходак државе је изнад државног просјека и може се поредити са доходцима држава као што су Чиле, Ирска, Португал и Данска (прилично исте величине као и ова држава).